# 第三雄琴トンネル
第三雄琴トンネル（だいさんおごとトンネル）は、湖西線の比叡山坂本駅とおごと温泉駅の間にある全長948mの鉄道トンネルである。湖西線開業の1974年（昭和49年）から使用され始めた。

## 概要
湖西線の第二雄琴トンネルとおごと温泉駅の間（山科からのキロ程12km985m - 13km933mの区間）にある。複線トンネルで、トンネル内にカーブ（半径2,000m）が1か所あり、北側（近江今津方面）の出口の方へ4.5‰の上り勾配となっている。また、トンネルの出入口の両側はバラスト軌道であるが、トンネル内はスラブ軌道となっている。
また、おごと温泉駅側の出口とおごと温泉駅との距離は短く、下り線のおごと温泉駅の場内信号機はトンネル内の出口付近にある。
湖西線が開業する以前の1973年（昭和48年）8月23日に、集中豪雨のためこのトンネルで崩壊事故が発生した。湖西線の開業予定時期が近づいていたため、復旧作業が全力で行われ、1974年（昭和49年）1月30日に復旧した。

## 周辺のトンネル
比叡山坂本 - 堅田間では、旧江若鉄道の市街地を横断するルートではなく山側のルートで建設されたため、5つのトンネルが連続して存在する。なお、全て第三雄琴トンネルと同様に複線トンネルとなっている。

### 第一雄琴トンネル
- 全長：299m
- 山科からのキロ程：11km975m - 12km274m

比叡山坂本駅の北側（近江今津方面）、第二雄琴トンネルの南側（京都方面）にあるトンネル。北側の出口の方へ6.0‰の上り勾配になっている。トンネルの出入口の両側はバラスト軌道であるが、トンネル内はスラブ軌道となっている。また、トンネル内にカーブはなく直線となっている。また、このトンネルの付近に湖西道路の坂本北インターチェンジがある。

### 第二雄琴トンネル
- 全長：394m
- キロ程：12km435m - 12km829m

第一雄琴トンネルの北側、第三雄琴トンネルの南側にあるトンネル。北側の出口の方へ3.0‰の下り勾配になっている。トンネルの出入口の両側はバラスト軌道であるが、トンネル内はスラブ軌道となっている。また、南側（京都方面）の出入口付近にカーブ（半径1,400m）がある。

### 第四雄琴トンネル
- 全長：602m
- キロ程：14km833m - 15km435m

おごと温泉駅の北側、第五雄琴トンネルの南側にあるトンネル。トンネル内は直線で、北側の出口の方へ10.0‰の下り勾配になっている。トンネルの出入口の両側はバラスト軌道であるが、トンネル内はスラブ軌道となっている。

### 第五雄琴トンネル
- 全長：67m
- キロ程：15km905m - 15km972m

第四雄琴トンネルの北側、堅田駅の南側にあるトンネル。北側の出口の方へ5.0‰の下り勾配になっている。また、トンネルの全長が短いため、トンネル内もバラスト軌道となっている。また、北側の出入口付近にカーブ（半径2,000m）がある。